# Comprimario
Als Comprimario bezeichnet man eine mittlere bis kleinere Rolle in einer Oper bzw. einen Darsteller solcher Rollen.
Der Begriff wird heute auch in Schauspiel und Tanz verwendet.

## Begriffsklärung, Bedeutung
Der Begriff con primario stammt aus dem Italienischen und steht für mit dem Hauptdarsteller. Es gibt Sänger, die während ihrer gesamten Laufbahn mehr oder weniger ausschließlich solche Rollen singen, solche, die ihre Karriere in diesem Repertoire starten, und andere, die gegen Ende der Laufbahn überwiegend Comprimario-Rollen singen. Naxos definiert den Begriff als „sekundäre Rollen oder solche von weniger Gewicht, wie immer bedeutend sie für den Ablauf der Handlung sind“.
In jedem Opernhaus zählen die Comprimarii zu den Stützen des Ensembles. Während Hauptdarsteller aufgrund der physischen und psychischen Belastung nur alle drei, vier Tage auftreten können, werden Comprimarii oft Abend für Abend eingesetzt. Sie sind im Regelfall fest in einem Ensemble verpflichtet und gastieren nur selten. Oftmals bleiben Comprimarii jahrzehntelang ihrem Opernhaus verpflichtet. Sie müssen, weil sie relativ leicht austauschbar sind, auf Eskapaden jeder Art verzichten und zeichnen sich durch hohe Disziplin und Verlässlichkeit aus. Sie sorgen vielfach auch für gute Laune im Ensemble und gelangen zu hoher Beliebtheit bei Kollegen und beim Publikum. Sie erreichen oft exorbitante Vorstellungszahlen. Beispielsweise sang der US-amerikanische Tenor Charles Anthony zwischen 1954 und 2010 in insgesamt 2.928 Aufführungen an der Met oder der österreichische Bariton Viktor Madin zwischen 1908 und 1959 in 250 Rollen mehr als 7.000 Vorstellungen an der Wiener Staatsoper. Aufgrund ihrer intimen Kenntnis des Opernhauses und ihrer reichen Bühnenerfahrung sind Comprimarii oft wichtige Ratgeber von Gastsängern oder exzellente Lehrer für Gesang und Darstellung.
Es gibt in der Oper deutlich mehr Männer- als Frauenrollen. Insofern sind auch die meisten Comprimarii-Rollen und -Darsteller männlichen Geschlechts. Da der Comprimario, im Gegensatz zum Hauptdarsteller, oft nur wenige Minuten auf der Bühne steht und in dieser kurzen Zeit eine komplexe Persönlichkeit darstellen soll, ist hohe Bühnenpräsenz unerlässlich. Vielfach werden erfolgreiche Comprimarii insbesondere wegen ihres komödiantischen Talents gelobt und sind sowohl in tragischen, wie auch in komischen Rollen einsetzbar.

## Klassische Comprimario-Rollen
Der Rosenkavalier ist jene Oper, die gespickt ist mit dankbaren Comprimario-Rollen. In allen drei Akten tritt das Intriganten-Paar Annina und Valzacchi (Alt und Tenor) auf. Im ersten Akt können drei Tenöre – der Haushofmeister bei der Marschallin, der italienische Sänger und der Tierhändler – sowie ein Bass und ein Sopran – der Notar und die Modistin – Profil zeigen. Der Sänger wurde und wird, weil eine exponierte und extrem dankbare Rolle mit nur wenigen Takten, auch von Tenorstars übernommen. Im zweiten Akt präsentieren Faninal (Vater der Braut), sein Haushofmeister und die Jungfer Marianne Leitmetzerin Profilierungsmöglichkeiten auch für relativ kleine Rollen. Im dritten Akt schließlich tritt wiederum Faninal auf, sowie der Wirt (Tenor) und der Polizeikommissär (Bass). Der Tenor William Wernigk, einer der beliebtesten Comprimarii der Wiener Staatsoper, sang in den Jahren 1920 bis 1956 vier verschiedene Rollen im Rosenkavalier: 215-mal den Haushofmeister bei Faninal, 176-mal den Wirten, 8-mal den Valzacchi und 4-mal den Haushofmeister bei der Feldmarschallin, bisweilen auch zwei Rollen an einem Abend.
Klassische Comprimario-Rollen sind der Fra Melitone in Verdis La forza del destino oder Messner und Spoleta in Puccinis Tosca. Auch Puccinis Turandot enthält eine Reihe dankbarer Nebenrollen, darunter Altoum, Ping, Pong und Pang.

## Namhafte Comprimarii
| - Max Altglass (New Yorker Metropolitan Opera) - Charles Anthony (New Yorker Metropolitan Opera) - Toni Blankenheim (Hamburgische Staatsoper) - Nico Castel (New Yorker Metropolitan Opera) - Hans Christian (Wiener Staatsoper) - Piero de Palma (Mailänder Scala) - Adam Didur (New Yorker Metropolitan Opera) - Karl Ettl (Wiener Staatsoper) - Gertrud Freedmann (überwiegend Deutschland) - Antonio Gelli (Italien) - Volker Horn (Deute Oper Berlin) - Robert Leonhardt (New Yorker Metropolitan Opera) |  | - Viktor Madin (Wiener Staatsoper) - Frederic Mayer (Staatstheater am Gärtnerplatz München) - Margarita Miglau (Bolschoi-Theater Moskau) - Georg Paskuda (Bayerische Staatsoper München) - Franco Riccardi (Mailänder Scala) - Lukas Schmid (Badisches Staatstheater Karlsruhe) - Manuel von Senden (Oper Graz) - Goran Simić (Wiener Staatsoper) - Richard Van Allan (Royal Opera House London) - William Wernigk (Wiener Staatsoper) |